# Нагороди чемпіонату світу з футболу

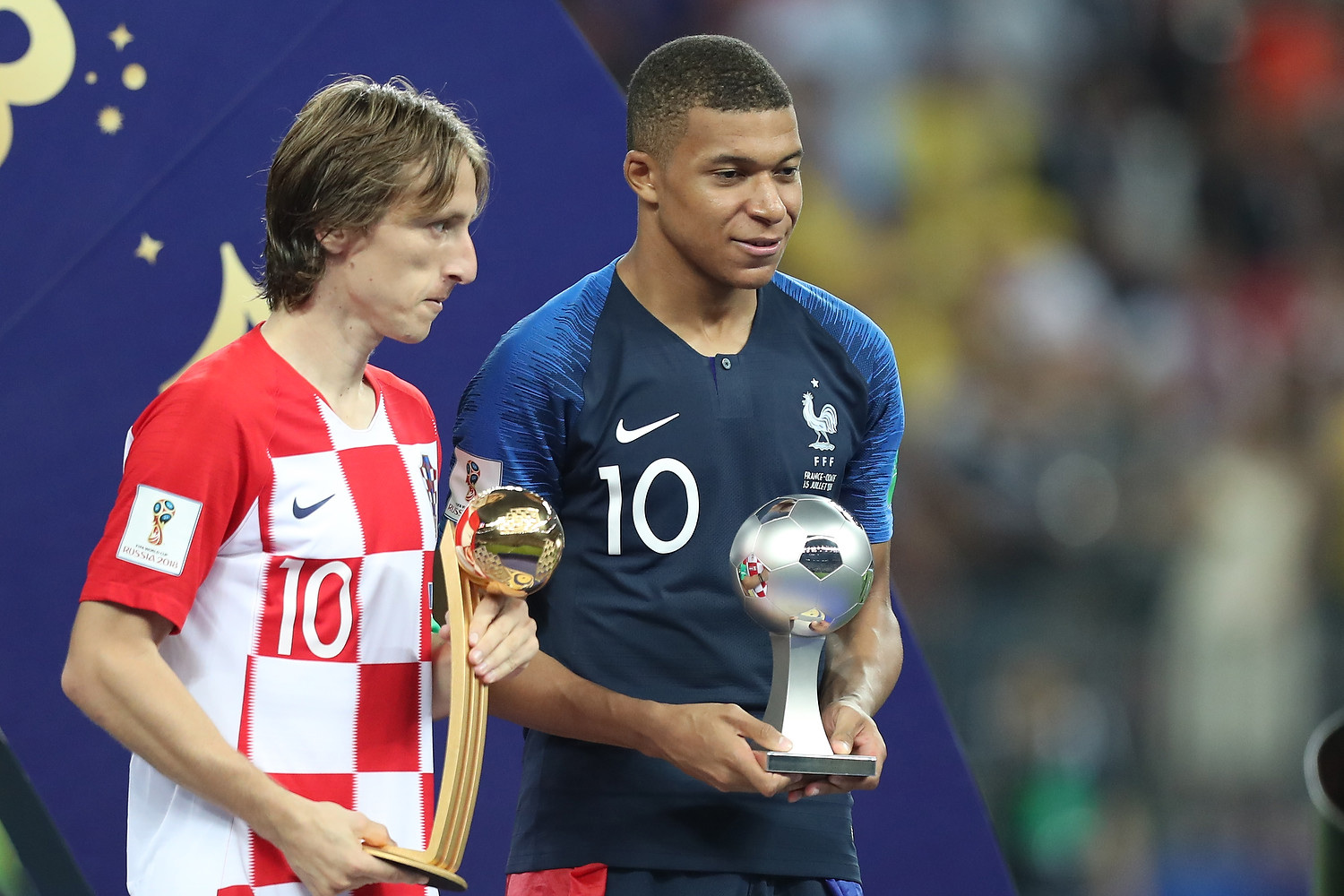
Лука Модріч (зліва) Кіліан Мбаппе (справа)

Після завершення кожного чемпіонату світу з футболу футболістам і командам ФІФА вручає індивідуальні нагороди.

## Список нагород
- «Золотий м'яч» — приз найкращому гравцеві чемпіонату світу.
- «Золота бутса» — найкращому бомбардирові турніру.
- «Золота рукавичка» — нагорода найкращому воротареві чемпіонату світу.
- Найкращий молодий гравець — приз найкращому футболістові до 21 року на першості.
- Приз «Чесної гри» — нагорода команді, яка продемонструвала на світовій першості найкращі зразки Fair Play.
- Приз найцікавішій команді — вручають команді, яка найбільше зацікавила глядачів.
- Збірна «всіх зірок» — символічна збірна, складена з найкращих гравців чемпіонату світу.

### Золотий м'яч
«Золотий м'яч» — приз, який вручають найкращому гравцю чемпіонату світу. Напередодні фіналу спеціальна комісія ФІФА складає список найкращих гравців, з якого представники акредитованих ЗМІ вибирають найкращого футболіста. Переможець отримує «Золотий м'яч», а футболісти, які посіли друге і третє місця отримують відповідно «Срібний» і «Бронзовий м'ячі».
| Чемпіонат | Золотий м'яч    | Срібний м'яч      | Бронзовий м'яч        |
| --------- | --------------- | ----------------- | --------------------- |
| ЧС-1930   | Хосе Насассі    | Гільєрмо Стабіле  | Хосе Андраде          |
| ЧС-1934   | Джузеппе Меацца | Маттіас Сінделар  | Олдржих Неєдли        |
| ЧС-1938   | Леонідас        | Сільвіо Піола     | Дьйордь Шароші        |
| ЧС-1950   | Зізінью         | Хуан Ск'яффіно    | Адемір                |
| ЧС-1954   | Ференц Пушкаш   | Шандор Кочиш      | Фріц Вальтер          |
| ЧС-1958   | Діді            | Пеле              | Жюст Фонтен           |
| ЧС-1962   | Гаррінча        | Йозеф Масопуст    | Леонел Санчес         |
| ЧС-1966   | Боббі Чарльтон  | Боббі Мур         | Еусебіу               |
| ЧС-1970   | Пеле            | Вольфганг Оверат  | Карлос Алберто Торрес |
| ЧС-1974   | Йоган Кройф     | Франц Беккенбауер | Казімеж Дейна         |
| ЧС-1978   | Маріо Кемпес    | Паоло Россі       | Дірсеу                |

Вищенаведений список можливо неточний і потребує посилань. Офіційний сайт ФІФА наводить найкращих гравців лише починаючи з 1982 року, хоч у джерелах про окремих футболістів є згадки про їхні нагороди тими або іншими «м'ячами»
| Чемпіонат | Золотий м'яч        | Срібний м'яч    | Бронзовий м'яч        |
| --------- | ------------------- | --------------- | --------------------- |
| ЧС-1982   | Паоло Россі         | Фалькао         | Карл-Хайнц Румменігге |
| ЧС-1986   | Дієго Марадона      | Тоні Шумахер    | Пребен Єльк'єр-Ларсен |
| ЧС-1990   | Сальваторе Скіллачі | Лотар Маттеус   | Дієго Марадона        |
| ЧС-1994   | Ромаріо             | Роберто Баджо   | Христо Стоїчков       |
| ЧС-1998   | Роналду             | Давор Шукер     | Ліліан Тюрам          |
| ЧС-2002   | Олівер Кан          | Роналду         | Хон Мьон Бо           |
| ЧС-2006   | Зінедін Зідан       | Фабіо Каннаваро | Андреа Пірло          |
| ЧС-2010   | Дієго Форлан        | Веслі Снайдер   | Давід Вілья           |
| ЧС-2014   | Ліонель Мессі       | Томас Мюллер    | Арьєн Роббен          |
| ЧС-2018   | Лука Модрич         | Еден Азар       | Антуан Грізманн       |
| ЧС-2022   | Ліонель Мессі       | Кіліан Мбаппе   | Лука Модрич           |

### Золота бутса
«Золота бутса» — нагорода, яка вручається найкращому бомбардирові (автору найбільшої кількості м'ячів) чемпіонату світу. При рівності показників приз вручається гравцеві, який зробив найбільшу кількість гольових пасів в порівнянні з конкурентами. Якщо і ці показники рівні, то пріоритет надається футболістові, який зіграв менше матчів від інших претендентів на приз.
| Чемпіонат | Золота бутса                                                               | Голи | Срібна бутса                                 | Голи | Бронзова бутса | Голи |
| --------- | -------------------------------------------------------------------------- | ---- | -------------------------------------------- | ---- | --- | ---- |
| ЧС-1930   | Гільєрмо Стабіле                                                           | 8    | Педро Сеа                                    | 5    | Берт Петноуд Гільєрмо Субіабре                                                                                               | 4    |
| ЧС-1934   | Олдржих Неєдлий                                                            | 5(1) | Едмунд Конен Анджело Ск'явіо                 | 4    | Леопольд Кільгольц Раймундо Орсі                                                                                             | 3    |
| ЧС-1938   | Леонідас                                                                   | 7(2) | Дьюла Женгеллер                              | 6    | Сільвіо Піола Дьйордь Шароші                                                                                                 | 5    |
| ЧС-1950   | Адемір                                                                     | 9(3) | Естаніслао Басора Оскар Мігес                | 5    | Шико Тельмо Сарра Алсідес Гіджа                                                                                              | 4    |
| ЧС-1954   | Шандор Кочиш                                                               | 11   | Йозеф Гюгі Макс Морлок Еріх Пробст           | 6    | Робер Балламан Карлос Борхес Нандор Хідегкуті Ференц Пушкаш Гельмут Ран Ганс Шефер Оттмар Вальтер                            | 4    |
| ЧС-1958   | Жюст Фонтен                                                                | 13   | Пеле Гельмут Ран                             | 6    | Вава Пітер Макпарланд | 5    |
| ЧС-1962   | Гаррінча Вава Леонел Санчес Дражан Єрковіч Валентин Іванов Флоріан Альберт | 4    | Амарілдо Адольф Шерер Лайош Тихи Мілан Галіч | 3    | Хайме Рамірес Еладіо Рохас Хорхе Торо Рон Флауерс Уве Зеелер Джакомо Бульгареллі Ігор Численко Віктор Понєдєльнік Хосе Сасія | 2    |
| ЧС-1966   | Еусебіу                                                                    | 9    | Гельмут Галлер                               | 6    | Франц Беккенбауер Ференц Бене Джеффрі Херст Валерій Поркуян                                                                  | 4    |
| ЧС-1970   | Герд Мюллер                                                                | 10   | Жаїрзіньйо                                   | 7    | Теофіло Кубільяс | 5    |
| ЧС-1974   | Гжегож Лято                                                                | 7    | Йоган Нескенс Анджей Шармах                  | 5    | Ральф Едстрьом Герд Мюллер Джонні Реп                                                                                        | 4    |
| ЧС-1978   | Маріо Кемпес                                                               | 6    | Теофіло Кубільяс Роб Ренсенбрінк             | 5    | Ганс Кранкль Леопольдо Луке                                                                                                  | 4    |

З 1982 року найкращому бомбардиру почали присуджувати приз «Золота бутса», названий у зв'язку із співробітництвом з фірмою Adidas «Золота бутса adidas».
| Чемпіонат | Золота бутса                    | Голи | Срібна бутса                                           | Голи | Бронзова бутса                                                         | Голи |
| --------- | ------------------------------- | ---- | ------------------------------------------------------ | ---- | ---------------------------------------------------------------------- | ---- |
| ЧС-1982   | Паоло Россі                     | 6    | Карл-Хайнц Румменігге                                  | 5    | Зіку Збігнев Бонек                                                     | 4    |
| ЧС-1986   | Гарі Лінекер                    | 6    | Дієго Марадона Карека Еміліо Бутрагеньйо               | 5    | Хорхе Вальдано Пребен Елькер-Ларсен Алессандро Альтобеллі Ігор Бєланов | 4    |
| ЧС-1990   | Сальваторе Скіллачі             | 6    | Томаш Скугравий                                        | 5    | Роже Мілла Гарі Лінекер Лотар Маттеус Мічел                            | 4    |
| ЧС-1994   | Христо Стоїчков Олег Саленко(4) | 6    | Ромаріо Юрген Клінсманн Роберто Баджо Кеннет Андерссон | 5    | Габріель Батистута Флорін Редучою Мартін Далін                         | 4    |
| ЧС-1998   | Давор Шукер                     | 6    | Габріель Батистута Крістіан Вієрі                      | 5    | Роналду Марсело Салас Луїс Ернандес                                    | 4    |
| ЧС-2002   | Роналду                         | 8(5) | Рівалду Мирослав Клозе                                 | 5    | Йон-Даль Томассон Крістіан Вієрі                                       | 4    |
| ЧС-2006   | Мірослав Клозе                  | 5    | Ернан Креспо                                           | 3    | Роналду                                                                | 3    |
| ЧС-2010   | Томас Мюллер                    | 5(6) | Давід Вілья                                            | 5    | Веслі Снейдер                                                          | 5    |
| ЧС-2014   | Хамес Родрігес                  | 6    | Томас Мюллер                                           | 5    | Неймар                                                                 | 4(7) |
| ЧС-2018   | Гаррі Кейн                      | 6    | Антуан Грізманн                                        | 4    | Ромелу Лукаку                                                          | 4    |
| ЧС-2022   | Кіліан Мбаппе                   | 8    | Ліонель Мессі                                          | 7    | Олів'є Жіру                                                            | 4    |

1 Спочатку ФІФА приписувала Неєдли лише 4 голи, однак у листопаді 2006 року переглянула цей показник в сторону 5 голів
2 Спочатку ФІФА приписувала Леонідасу 8 голів, однак у листопаді 2006 року переглянула його статистику, скасувавши 1 гол в 1/4 фіналу з Чехословаччиною
3 Спочатку Адеміру приписували 6 голів. Однак це число було збільшено на 2 голи: Адеміру зарахували м'ячі, забиті в матчі зі збірною Іспанії, які спочатку були записані як автогол захисника іспанців Парри і м'яч, забитий Жаїром
4 Саленко став єдиним найкращим бомбардиром, який грав за команду, яка вибула після першого раунду турніру. При цьому всі 6 м'ячів були єдиними його голами, забитими на міжнародномі рівні
5 Після матчу з Туреччиною Роналду подав протест з приводу авторства м'яча. Протест був задоволений і м'яч в цій грі зараховано на рахунок бразильця
6 Мюллер, Вілья, Снейдер і Форлан забили однакову кількість м'ячів. Але «Золотий бутс» був відданий Мюллеру, який зробив 3 гольові передачі
7 Неймар та Мессі забили по 4 м'ячі, але  Неймар провів меншу кількість матчів.

### Золота рукавичка
Приз «Золота рукавичка» — нагорода, яка вручається найкращому воротареві турніру. До 2010 року приз носив ім'я радянського воротаря Льва Яшина. Лауреат нагороди вибирається спеціальною комісією ФІФА за підсумками їх воротарської «роботи» на турнірі. Попри те, що воротарі мають власну нагороду, вони також залишаються претендентами на «Золотий м'яч». Єдиним володарем двох цих призів став Олівер Кан у 2002 році.
| Турнір  | Воротар                            |
| ------- | ---------------------------------- |
| ЧС-1930 | Енріке Балльєстерос                |
| ЧС-1934 | Рікардо Самора                     |
| ЧС-1938 | Франтішек Планічка                 |
| ЧС-1950 | Роке Гастон Масполі                |
| ЧС-1954 | Дьюла Грошич                       |
| ЧС-1958 | Гаррі Грегг                        |
| ЧС-1962 | Вільям Шройф                       |
| ЧС-1966 | Гордон Бенкс                       |
| ЧС-1970 | Ладислао Мазуркевич                |
| ЧС-1974 | Ян Томашевський                    |
| ЧС-1978 | Убальдо Фільйоль                   |
| ЧС-1982 | Діно Дзофф                         |
| ЧС-1986 | Гаральд Шумахер                    |
| ЧС-1990 | Луїс Габело Конехо Серхіо Гойкочеа |

Приз Льва Яшина почали вручати з 1994 року.
| Турнір  | Воротар           |
| ------- | ----------------- |
| ЧС-1994 | Мішель Прюдомм    |
| ЧС-1998 | Фаб'єн Бартез     |
| ЧС-2002 | Олівер Кан        |
| ЧС-2006 | Джанлуїджі Буффон |

У 2010 році нагорода була перейменована в «Золоту рукавичку».
| Турнір  | Воротар           |
| ------- | ----------------- |
| ЧС-2010 | Ікер Касільяс     |
| ЧС-2014 | Мануель Ноєр      |
| ЧС-2018 | Тібо Куртуа       |
| ЧС-2022 | Еміліано Мартінес |

### Найкращий молодий гравець
Нагорода «найкращому молодому гравцю» вперше з'явилася у 2006 році. Першим лауреатом став Лукас Подольскі. Нагороду присуджують найкращому гравцю у віці до 21 року включно. Вибір гравця здійснює спеціальна комісія ФІФА.
ФІФА організувала голосування на офіційному сайті, в якому вибирали найкращого гравця чемпіонатів з 1958 по 2002 роки. Переможцем став Пеле, який випередив Теофіло Кубільяса і Майкла Овена.
| Чемпіонат | Гравець           | Вік |
| --------- | ----------------- | --- |
| ЧС-1958   | Пеле              | 17  |
| ЧС-1962   | Флоріан Альберт   | 20  |
| ЧС-1966   | Франц Бекенбауер  | 20  |
| ЧС-1970   | Теофіло Кубільяс  | 21  |
| ЧС-1974   | Владислав Жмуда   | 20  |
| ЧС-1978   | Антоніо Кабріні   | 20  |
| ЧС-1982   | Мануель Аморос    | 21  |
| ЧС-1986   | Енцо Шифо         | 20  |
| ЧС-1990   | Роберт Просинечки | 21  |
| ЧС-1994   | Марк Овермарс     | 21  |
| ЧС-1998   | Майкл Оуен        | 18  |
| ЧС-2002   | Лендон Донован    | 20  |

Володарі нагороди найкращому молодому гравцеві.
| Чемпіонат | Гравець         | Вік |
| --------- | --------------- | --- |
| ЧС-2006   | Лукас Подольскі | 21  |
| ЧС-2010   | Томас Мюллер    | 20  |
| ЧС-2014   | Поль Погба      | 21  |
| ЧС-2018   | Кіліан Мбаппе   | 19  |
| ЧС-2022   | Енцо Фернандес  | 21  |

### Премія чесної гри
Премія чесної гри — нагорода команді, яка продемонструвала на світовій першості найкраща зразки Fair Play. Кандидатами розглядають команди, які пройшли другий етап фінальної частини чемпіонату світу. Всім членам делегації команди-переможця вручається медаль чесної гри, почесна грамота і футбольний інвентар на 50 тисяч доларів.
Спочатку нагорода являла собою пам'ятне свідоцтво. Але, починаючи з 1982 року переможцю вручався спеціальний позолочений трофей, створений компанією «Спорт Біллі». З 1998 року трофей має вигляд просто статуетки із зображенням футболіста. Першою командою-переможцем стала збірна Перу у 1970 році.
| Чемпіонат | Переможець         |
| --------- | ------------------ |
| ЧС-1970   | Перу               |
| ЧС-1978   | Аргентина          |
| ЧС-1982   | Бразилія           |
| ЧС-1986   | Бразилія           |
| ЧС-1990   | Англія             |
| ЧС-1994   | Бразилія           |
| ЧС-1998   | Англія · Франція   |
| ЧС-2002   | Бельгія            |
| ЧС-2006   | Бразилія · Іспанія |
| ЧС-2010   | Іспанія            |
| ЧС-2014   | Колумбія           |
| ЧС-2018   | Іспанія            |
| ЧС-2022   | Англія             |

### Найцікавіша команда
Приз «найцікавішій команді» вручається збірній, яка викликала найбільшу цікавість у глядачів своєю грою. .
| Чемпіонат | Переможець     |
| --------- | -------------- |
| ЧС-1994   | Бразилія       |
| ЧС-1998   | Франція        |
| ЧС-2002   | Південна Корея |
| ЧС-2006   | Португалія     |
| ЧС-2010   | Не вручалася   |
| ЧС-2014   | Колумбія       |

### Гравець матчу
Найкращого гравця матчу почали обирати починаючи з 2002 року. 2022 року найбільшу кількість перемог в номінації "Гравець матчу" здобув Ліонель Мессі - 5 разів.  
| Чемпіонат | Найбільша кількість перемог                      | Перемоги |
| --------- | ------------------------------------------------ | -------- |
| ЧС-2002   | Рівалду                                          | 3        |
| ЧС-2006   | Андреа Пірло                                     | 3        |
| ЧС-2010   | Веслі Снайдер                                    | 4        |
| ЧС-2014   | Ліонель Мессі                                    | 4        |
| ЧС-2018   | Гаррі Кейн Еден Азар Антуан Грізманн Лука Модрич | 3        |
| ЧС-2022   | Ліонель Мессі                                    | 5        |

### Збірна всіх зірок
Збірна «всіх зірок» — символічна команда, складена з найкращих гравців чемпіонату світу. До 2006 року мала назву з додаванням спонсора MasterCard. 2010 року спонсором став Yingli. Спочатку збірна складалася з 11 футболістів, у 1998 році її розширили до 16 гравців, у 2006 — до 23 гравців. 2010 року знову склад скоротився до 11 гравців і збірна визначилася шляхом голосування вболівальників на офіційному сайті ФІФА. Крім гравців було обрано і головного тренера «всіх зірок». Ним став тренер переможців турніру Вісенте дель Боске.
| Чемпіонат | Воротарі                             | Захисники                                                                                             | Півзахисники | Нападники                                                                   |
| --------- | ------------------------------------ | --- | --- | --------------------------------------------------------------------------- |
| ЧС-1930   | Енріке Балльєстерос                  | Хосе Насассі Милутин Івкович                                                                          | Луїс Монті Альваро Хестидо Хосе Андраде                                                                              | Педро Сеа Ектор Кастро Ектор Скароне Гільєрмо Стабіле Берт Патеноуд         |
| ЧС-1934   | Рікардо Самора                       | Хасінто Кінкосес Еральдо Монцельо                                                                     | Луіс Монті Аттіліо Ферраріс Леонардо Сілауррен                                                                       | Джузеппе Меацца Раймундо Орсі Енріке Гуайта Маттіас Сінделар Олдржих Неєдли |
| ЧС-1938   | Франтішек Планічка                   | П'єтро Рава Альфредо Фоні Домінгос да Гія                                                             | Мікеле Андреоло Уго Локателлі                                                                                        | Сільвіо Піола Джино Колауссі Дьйордь Шароші Дьюла Женгеллер Леонідас        |
| ЧС-1950   | Роке Масполі                         | Ерік Нільссон Хосе Парра Мартінес Шуберт Гамбетта                                                     | Обдуліо Варела Волтер Бар                                                                                            | Альсідес Гіджа Зізінью Адемір Жаір Хуан Альберто Ск'яффіно                  |
| ЧС-1954   | Дьюла Грошич                         | Ернст Оцвірк Йожеф Божик Хосе Сантамарія                                                              | Фріц Вальтер Жозе Бауер                                                                                              | Гельмут Ран Нандор Хідегкуті Ференц Пушкаш Шандор Кочиш Золтан Цибор        |
| ЧС-1958   | Гаррі Грегг                          | Джалма Сантос Белліні Нілтон Сантос                                                                   | Денні Бленкфлауер Діді                                                                                               | Пеле Гаррінча Жюст Фонтен Раймон Копа Гуннар Грен                           |
| ЧС-1962   | Віліам Шройф                         | Джалма Сантос Чезаре Мальдіні Валерій Воронін Карл-Хайнц Шнеллінгер                                   | Маріо Загало Зіто Йозеф Масопуст                                                                                     | Вава Гаррінча Леонел Санчес                                                 |
| ЧС-1966   | Гордон Бенкс                         | Джордж Коен Боббі Мур Вісенте Лукаш Сільвіо Марсоліні                                                 | Франц Беккенбауер Маріу Колуна Боббі Чарльтон                                                                        | Флоріан Альберт Уве Зеелер Еусебіу                                          |
| ЧС-1970   | Ладислао Мазуркевич                  | Карлос Алберто Торрес Вілсон Піацца Франц Беккенбауер Джачінто Факкетті                               | Жерсон Теофіло Кубільяс Боббі Чарльтон                                                                               | Пеле Ґерд Мюллер Жаірзінью                                                  |
| ЧС-1974   | Ян Томашевський                      | Берті Фогтс Вім Сурбієр Франц Беккенбауер Маріньо Шагас                                               | Вольфганг Оверат Казімеж Дейна Йоган Нескенс                                                                         | Роб Ренсебрінк Йоган Кройф Гжегож Лято                                      |
| ЧС-1978   | Убальдо Фільоль                      | Берті Фогтс Рууд Крол Данієль Пассарелла Альберто Тарантіні                                           | Дірсеу Теофіло Кубільяс Роб Ренсебрінк                                                                               | Франко Каузіо Даніель Бертоні Маріо Кемпес                                  |
| ЧС-1982   | Діно Дзофф                           | Луізінью Жуніор Клаудіо Джентіле Фульвіо Колловаті                                                    | Збігнев Бонєк Фалькао Мішель Платіні Зіку                                                                            | Паоло Россі Карл-Хайнц Румменігге                                           |
| ЧС-1986   | Гаральд Шумахер                      | Жозімар Мануель Аморос Максим Боссіс                                                                  | Ян Кулеманс Фелікс Магат Мішель Платіні Дієго Марадона                                                               | Пребен Ельк'єр-Ларсен Еміліо Бутрагеньо Гарі Лінекер                        |
| ЧС-1990   | Серхіо Гойкочеа                      | Андреас Бреме Паоло Мальдіні Франко Барезі                                                            | Дієго Марадона Лотар Маттеус Роберто Донадоні Пол Гаскойн                                                            | Сальваторе Скіллачі Роже Мілла Томаш Скугравий                              |
| ЧС-1994   | Мішель Прюдомм                       | Жоржінью Марсіо Сантос Паоло Мальдіні                                                                 | Дунга Красимир Балаков Георге Хаджі Томас Бролін                                                                     | Ромаріо Христо Стоїчков Роберто Баджо                                       |
| ЧС-1998   | Фаб'єн Бартез Хосе Луїс Чилаверт     | Роберто Карлос Марсель Десайї Ліліан Тюрам Франк де Бур Карлос Гамарра                                | Дунга Рівалду Мікаель Лаудруп Зінедін Зідан Едгар Давідс                                                             | Роналду Давор Шукер Брайан Лаудруп Денніс Бергкамп                          |
| ЧС-2002   | Олівер Кан Рюштю Речбер              | Роберто Карлос Сол Кемпбелл Фернандо Йєрро Хон Мьон Бо Алпай Озалан                                   | Рівалду Роналдінью Міхаель Баллак Клаудіо Рейна Ю Сан Чхоль                                                          | Роналду Мірослав Клозе Ель-Хаджи Діуф Хасан Шаш                             |
| ЧС-2006   | Джанлуїджі Буффон Єнс Леманн Рікарду | Роберто Айала Джон Террі Ліліан Тюрам Філіпп Лам Фабіо Каннаваро Джанлука Дзамбротта Рікарду Карвалью | Зе Роберто Патрік Вієйра Зінедін Зідан Міхаель Баллак Франческо Тотті Андреа Пірлу Дженнаро Гаттузо Луїш Фіґу Маніше | Ернан Креспо Тьєррі Анрі Мірослав Клозе Лука Тоні                           |
| ЧС-2010   | Ікер Касільяс                        | Майкон Філіпп Лам Карлес Пуйоль Серхіо Рамос                                                          | Бастіан Швайнштайгер Веслі Снейдер Андрес Іньєста Хаві                                                               | Давід Вілья Дієго Форлан                                                    |
| ЧС-2014   | Мануель Ноєр                         | Давід Луїз Тіагу Сілва Матс Гуммельс Марсело                                                          | Тоні Кроос Анхель ді Марія Хамес Родрігес                                                                            | Ліонель Мессі Томас Мюллер Неймар                                           |

- Лише два гравці були обрані у збірну всіх зірок на 3 чемпіонатах — це Франц Беккенбауер з ФРН (1966, 1970 і 1974) і бразилець Джалма Сантос (1954, 1958 і 1962 роках).
- Пеле став гравцем, який був обраний у збірну всіх зірок з найбільшою перервою — у 12 років (1958 і 1970 роки).
- Уругвай в 1930, 1950 рр., Італія в 2006 році,  Німеччина в 2006, 2014 рр. та Іспанія у 2010 році мали гравця в збірній всіх зірок на кожній позиції.
- Збірна Уругваю в 1930 році та збірна Італії в 2006 році делегували у збірну всіх зірок найбільшу кількість футболістів — по 7 гравців.
- Збірною, з якої була обрана найбільша кількість «зірок» стала Бразилія (39 різних футболістів, що зайняли 47 позицій).
- Єдиними братами, які разом потрапили у список стали Брайан Лаудруп і Мікаель Лаудруп із Данії у 1998 році.